# Вулиця Дмитра Донцова (Мелітополь)

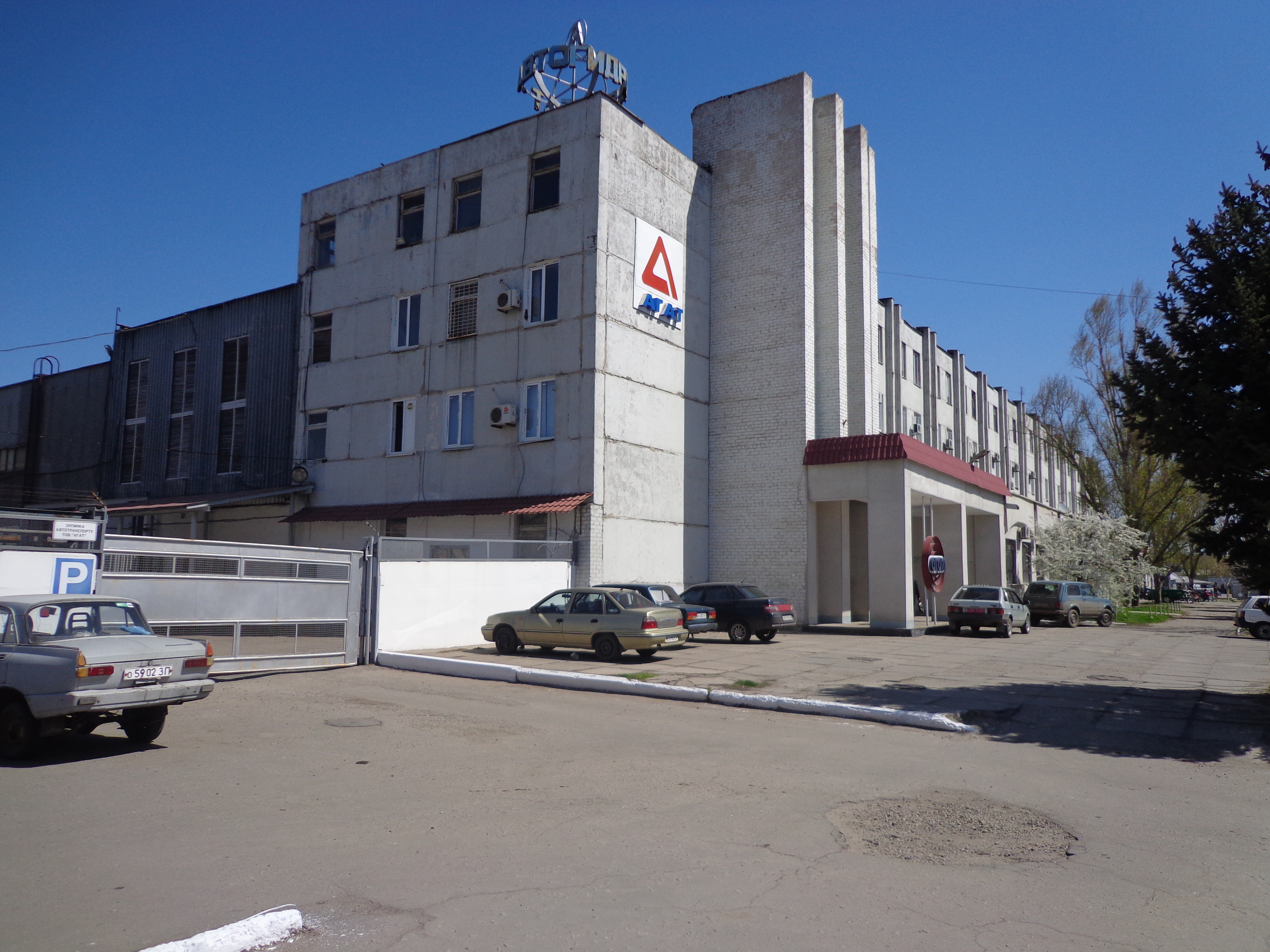
Завод «Гідроагрегат»

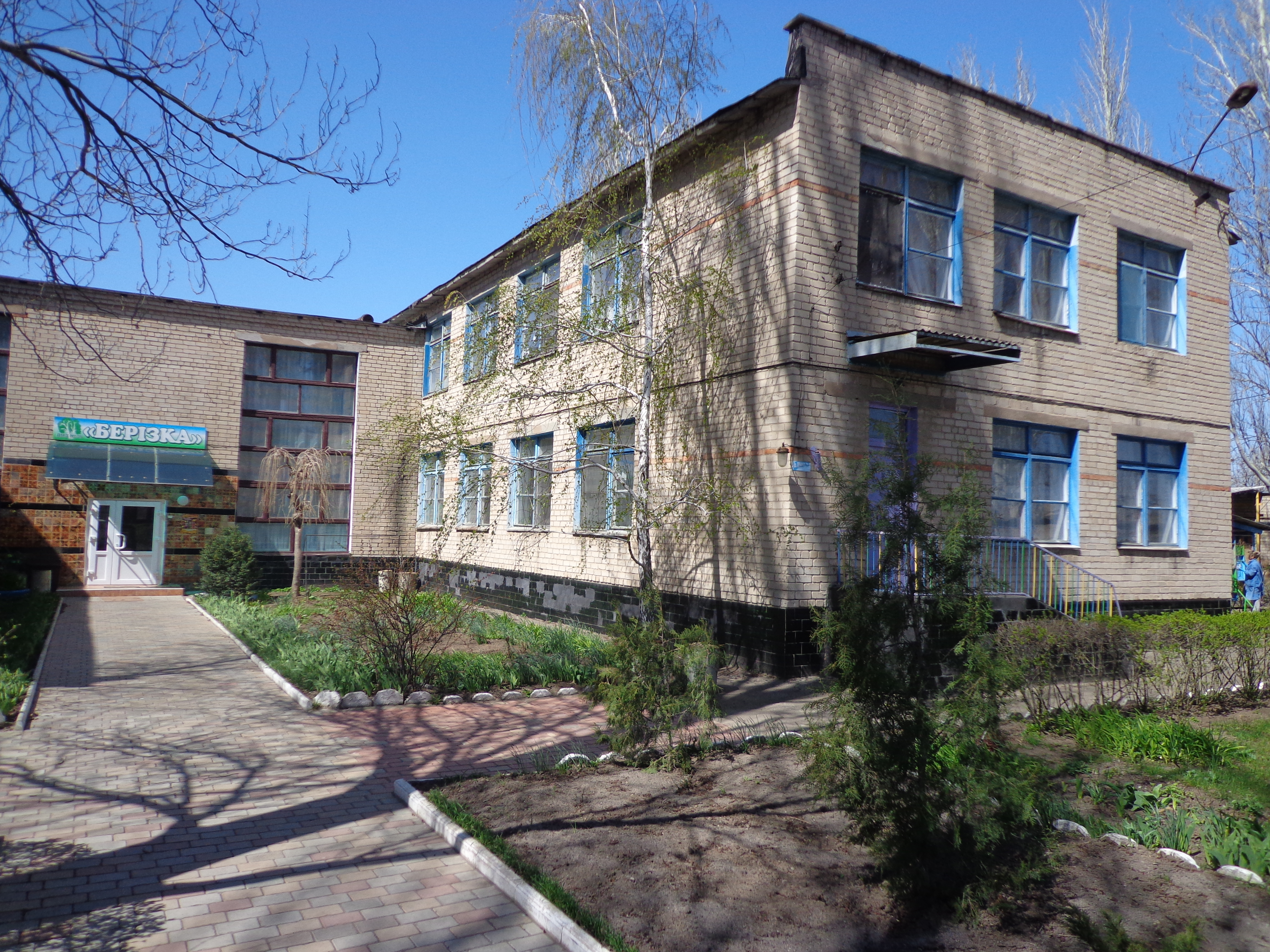
Дитячий садок «Берізка»

Вулиця Дмитра Донцова — вулиця у Мелітополі. Починається від вулиці Олександра Невського як продовження Гетьманської вулиці, йде на схід, потім повертає на північ, перетинає Інтеркультурну вулицю і закінчується, поєднуючись з Покровською вулицею.

## Назва
Вулиця названа на честь Дмитра Донцова — ідеолога українського націоналізму, народженого в Мелітополі.
У часи окупації вулиця носить назву на честь керівника радянських закордонних диверсійних спецслужб Павла Судоплатова.

## Історія
Вулиця згадується 1890 року як Німецька.
17 липня 1915 року перейменована на Олексіївську. Тоді Російська імперія воювала з Німеччиною в Першії світовій війні, що робило назву Німецька політично недоречною.
25 жовтня 1921 року перейменована на вулицю Карла Радека.
С 17 червня 1929 року перейменована на вулицю Профінтерна на честь Червоного інтернаціоналу профспілок (Профінтерну).
На часи німецької окупації Мелітополя в Німецько-радянській війні вулиці повернуто назву Олексіївська. Під такою назвою вулиця згадується 3 березня 1942, 24 жовтня 1942, 20 травня 1943.
Після звільнення Мелітополя радянськими військами повернуто довоєнну наву вулиця Профінтерну.
2016 року в ході декомунізації вулиця перейменована на честь Дмитра Донцова.
7 квітня 2023 року, під час Російського вторгнення в Україну, російська окупаційна влада Мелітополя видала наказ про перейменування вулиці на вулицю Павла Судплатова.

## Об'єкти
- Завод «Гідроагрегат»
- Дитячий садок «Берізка»